# Калижанов, Тимур Булатович
Тимур Булатович Калижанов (16 апреля 1993) — российский футболист, полузащитник.
Отец Тимура Калижанова — казах. В 1982 году родители переехали по распределению из Казахской ССР в Находку, где родились Тимур с братом. В 1997 году семья переехала в Москву. С 2000 года Калижанов стал заниматься в СДЮШОР «Динамо», первый тренер Владимир Смирнов. В 2011 году провёл шесть матчей в молодёжном чемпионате и 15 матчей (4 гола) — в первенстве ЛФК. В 2012—2013 годах был в составе белорусского клуба «Неман» Гродно. За дубль сыграл 39 матчей, забил шесть голов. В чемпионате Белоруссии провёл четыре игры в июле — августе 2013, во всех выходил на замену в конце матча. С сентября 2013 находился в статусе свободного агента. В 2015 году играл за команду Можайского района в чемпионате Московской области. В 2016 году в составе «Велеса» занял второе место в московской зоне III дивизиона, в 2017 году играл за «Троицк».
По собственным словам, в начале карьеры ленился, берёг себя. Трижды получал перелом ноги.
Выступал за сборные России младших возрастов. В сентябре 2012 получил приглашение в молодёжную сборную Казахстана. В составе сборной занял 6 место на Кубке Содружества 2013, но отказался принимать казахское гражданство из-за отсутствия института двойного гражданства в Казахстане.